# Nova Cançó
La Nova Cançó va ser un moviment artístic que, en ple franquisme, impulsà una cançó cantada en català als Països Catalans. Va ser un gènere nou, diferenciat del cant coral, del cuplet o de les cançons de muntanya i de clares arrels franceses —Brassens, Jacques Brel, etc.— i articulat com a moviment entorn de la reivindicació idiomàtica i d'uns pressupòsits ètics de caràcter democràtic. De forma paral·lela el Grup de Folk va reivindicar i difondre en català la música popular d'arrels anglosaxones.

## Context històric
Per ubicar-ne la importància històrica de la Nova Cançó cal recordar que només feia vint anys de l'ocupació franquista de Catalunya i "la repressió posterior contra la cultura catalana es pot definir sense pal·liatius com un genocidi cultural". Van ser anys de misèria cultural, en què les iniciatives per a la recuperació cultural es produïen a l'exili o, en tot cas, de manera individual i sense gaire transcendència pública.
El 1957, Josep M. Espinàs va fer alguna conferència sobre "Georges Brassens, el trobador del nostre temps", del qual havia traduït les primeres cançons. El 1958 apareixen dos Eps que amb el temps seran considerats els primers de música moderna en català: Hermanas Serrano: Cantan en catalán los éxitos internacionales (La Voz de su Amo) i José Guardiola: Canta en catalán los éxitos internacionales (Regal). Aquests intèrprets, juntament amb altres com Font Sellabona i Rudy Ventura formen la prehistòria de la Nova Cançó.
Al final de la dècada dels 50, la situació va començar a canviar: en l'àmbit econòmic va finalitzar el període d'autarquia econòmica i, en l'àmbit polític, l'Estat franquista va ser admès a les Nacions Unides; fet que va obligar al govern a millorar la seva imatge internacional. En aquest nou context, a principis dels seixanta, van aparèixer algunes iniciatives culturals de primera línia. El 1961 es va crear Edigsa, es va fundar Òmnium Cultural i es va publicar el primer número de Cavall Fort. L'abril del 1962 va sortir el primer llibre d'Edicions 62. A poc a poc, el català, l'ús públic del qual havia estat expressament prohibit després de la caiguda de Catalunya, va anar aconseguint petites escletxes de presència pública; com per exemple, la circular de l'Abadia de Montserrat, Germinabit que l'octubre de 1959 es va reconvertir en la revista Serra d'Or.

## La Nova Cançó

### Els inicis (1959-1962)
El gener de 1959, Germinabit, circular de la Unió Escolania de Montserrat, publicava un article de l'advocat Lluís Serrahima titulat Ens calen cançons d'ara. Al règim franquista no li va fer cap por perquè es tractava d'una petita revista de difusió molt limitada; però és aprofitant aquesta plataforma que Josep Benet suggereix a Lluís Serrahima de fer un article sobre la conveniència de cantar cançons actuals en català:
| « | Hem de cantar cançons però nostres i fetes ara […] és greu que no se'n facin de noves, jo almenys no n'he sentides. Podem atribuir-ho a les circumstàncies, però de cançons se'n poden fer de moltes menes i maneres, a més, aquestes circumstàncies no poden per elles mateixes, privar un poble de les seves cançons. És precisament en moments difícils que han nascut gran nombre de cançons, de les boniques, aquelles que els pobles han transformat en una mena d'oració col·lectiva […] Es tracta, doncs, que surtin cançons d'aquest moment nostre […] Què fan els músics que ara són joves? […] Us imagineu si com a França tinguéssim aquesta mena de trobadors com són els 'chansoniers' que anessin pels pobles i per tot el país cantant cançons nostres? […] Però, no vull ésser massa optimista. Potser amb el temps ho aconseguirem. | » |

Tanmateix, el naixement de la Nova Cançó va ser més complex: el mateix 1959, des del País Valencià, Raimon, que ni ha llegit l'article ni sap res de les reunions on setmanalment Miquel Porter i Lluís Serrahima comencen a escriure cançons, va aprofitar un viatge d'acompanyant amb moto entre el seu poble, Xàtiva, i València per donar forma a la seva primera cançó: Al vent.
El gener de 1961 Miquel Porter va editar uns fulls amb sis cançons noves, el febrer del mateix any Josep Tremoleda va organitzar dues matinals de ball i a partir de 1961 es produeixen els concerts inicials d'Els Setze Jutges al Centre Lleidatà de Barcelona. En poc més d'un any es van bastir les bases sobre les quals es va sustentar la Nova Cançó. Els Setze Jutges van anar acollint nous intèrprets fins a arribar al nombre que els donava el nom.
Després van venir els primers recitals a ciutat i a comarques. El Centre d'Influència Catòlica Femenina va programar per al 19 de desembre de 1961 la sessió La poesia de la Nova Cançó. Hi van cantar Miquel Porter i Josep Maria Espinàs. El primer cop que es va emprar el terme Nova Cançó va ser en la convocatòria d'aquest acte, considerat com la presentació pública d'Els Setze Jutges. Aquest grup de cantautors no va adoptar, però, el nom oficial fins uns mesos després, a partir d'una actuació a la Penya Barcelonista de Premià de Mar el 29 d'abril de 1962. Josep Maria Espinàs i Massip va batejar-lo amb el nom d'Els Setze Jutges apel·lant a un tret de genuïnitat lingüística, un objectiu d'anàlisi crítica de la societat del seu temps i una voluntat d'acció col·lectiva.
A Castelló de la Plana, al Tercer Aplec de la Joventut del País Valencià, alguns dels jutges van coincidir amb Raimon el 21 d'octubre de 1962. Impressionats per la seva capacitat de comunicació, el van convidar a cantar a Barcelona poques setmanes després. El 13 de desembre de 1962, a l'Hotel Colón, Raimon va cantar per primera vegada en públic davant una audiència no formada exclusivament per amics. Va ser a la festa de la Nit Literària de Santa Llúcia, organitzada per Òmnium Cultural. La primera actuació conjunta entre Els Setze Jutges i Raimon va ser al Fòrum Vergés de Barcelona el 15 de desembre de 1962. Començava un esforç ininterromput de creació i també d'organització, mantinguda pel treball dels mànagers Lluís Serrahima i Josep Porter i Moix.
El maig de 1962 es va posar a la venda el primer disc de la Nova Cançó: Espinàs canta Brassens i un de ballables cantat per Grau Carol que recollia algunes peces estrenades al Centre Lleidatà. Des d'un principi, doncs, el moviment va ser ampli i va presentar dues vessants: la cançó i el ballable, és a dir, la creació individual i la base popular.
A la fi del mes de desembre va començar el primer enregistrament dels Jutges amb les seves pròpies cançons; fet que va permetre copsar la diversitat de tendències: conjunt musical, conjunt vocal, cantautor, intèrpret d'èxits altres autors, etc. Josep Maria Espinàs va cantar en públic A la vora de la nit, la primera cançó de protesta al nostre país. La lletra de la cançó A la vora de la nit evoca amb una intenció renovadora A la vora de la mar, una de les peces més conegudes del cançoner popular català: "Oblidem velles cançons / que encomanen la tristesa. / encetem la nova veu / i alegrem l'antiga terra".

### Primers èxits (1963-65)
El febrer de 1963 es va llogar, per primer cop, el teatre Romea de Barcelona i Frederic Roda va crear un nou tipus d'espectacle: Matinals de Romea-Show. A l'agost el mateix grup va organitzar una festa multitudinària a l'Ametlla del Vallès on es va atorgar el primer Premi del Disc català. Per les festes de la Mercè del mateix any, Josep M. Andreu i Lleó Borrell amb una cantant professional, Salomé, i un renovador valencià, Raimon, van obtenir, el primer premi del cinquè Festival de la Cançó Mediterrània amb la cançó Se'n va anar.
L'any 1964 arrela la Nova Cançó a Lleida de la mà de Xavier Ribalta i del col·lectiu de cantautors  Can 64.
També l'any 1964 es va celebrar a Palma, organitzat pel President de "Juventudes Musicales" de Palma, Pau Valls, el I Festival de la Nova Cançó a l'Hotel Jaume I. Aquest festival va tenir continuïtat els dos anys següents al Castell de Bellver amb la participació de Maria del Mar Bonet, Lluís LLach, Els Valldemossa, Miquelina LLadó, Enric Barbat, Joan Manel Serrat, Antoni Parera Fons, Joan Ramon Bonet, Francesc Pi de la Serra, Queta i Teo, entre d'altres
Ràdio Barcelona, amb Salvador Escamilla, va iniciar, el gener de 1964, el programa Radioscope en connexió amb totes les emissores de Catalunya i Mallorca. A més de fer les funcions de caçatalens, Escamilla actuava en públic com a cantant i enregistrava discos amb adaptacions al català de cançons del teatre musical de Broadway i de la pel·lícula Mary Poppins. Des de Ràdio Barcelona també s'organitzava la  Vuelta a Catalunya de la Canción, un festival d'estil de música italiana.
El 1965 va produir-se l'estrena discogràfica de Martí Llauradó, Maria Amèlia Pedrerol i Joan Ramon Bonet, mentre Guillermina Motta va publicar el seu primer elapé. I sense formar part d'Els Setze Jutges, van aparèixer en el mercat català Guillem d'Efak i Núria Feliu.
A nivell discogràfic, el nucli dur de la Nova Cançó es va anar configurant al voltant d'Edigsa, presidida per Josep Espar i Ticó. Però alguns dels seus socis van creure que la política d'enregistraments d'Edigsa era massa restrictiva i el 1965 van fundar Concèntric, sota la direcció d'Ermengol Passola. A l'entorn del nou segell es va crear La Cova del Drac, un local del carrer Tuset de Barcelona que aviat es va convertir en el punt de trobada del públic interessat en la Nova Cançó per motius artístics o polítics.
Un dels artistes habituals a La Cova del Drac va ser Guillem d'Efak. Va ser el primer cantant que va actuar-hi i que va publicar un disc a Concèntric. L'èxit de les seves cançons va ser immediat i Concèntric va editar-li el mateix 1965 tres discos senzills més, amb temes propis, entre els quals Blues en sol, i versions de cançons d'artistes dels Estats Units.
Núria Feliu, que procedia del teatre d'aficionats, va debutar com a cantat i va publicar el primer disc, en què destacava la cançó Anirem tots cap al cel, amb la qual va guanyar el Premi Gavina del I Gran Premi del Disc Català, a Lloret de Mar.
El 1965 també va aparèixer el primer disc de Joan Manuel Serrat, amb quatre cançons com s'estilava a l'època; entre elles Una guitarra. El 14 de maig, Serrat va debutar compartint escenari a Esplugues de Llobregat amb Joan Ramon Bonet i Remei Margarit, i es va integrar a Els Setze Jutges com el tretzè component.

### La Nova Cançó es projecta més enllà dels Països Catalans (1966)
El 1966 Raimon va actuar a l'Olympia de París. El recital va tenir un gran ressò internacional i va servir perquè Europa descobrís Raimon i el situés en l'àmbit de la incipient Nova Cançó, fins llavors desconeguda més enllà de l'Estat espanyol. Els comentaris de la premsa també explicaven que a l'Estat hi havia joves contraris al règim de Franco capaços de dir-ho en veu ben alta. De l'actuació a l'Olympia, en va sortir un elapé que el 12 de desembre del mateix any va rebre el Prix Francis Carco de l'Académie du Disque Français. El disc només es va comercialitzar a l'Estat francès, perquè algunes de les cançons que s'hi van incloure havien estat prohibides per la censura espanyola. L'èxit parisenc va facilitar el multitudinari concert que Raimon va oferir a Barcelona a l'Institut Químic de Sarrià el 15 de desembre. Aquest recital va convocar més de 4.000 persones i va ser el primer acte massiu de la Nova Cançó. A més de dedicar molt de temps als concerts, Raimon va enllestir el mateix any el disc Cançons de la roda del temps, que no va arribar a les botigues fins al 1967. El disc, que va ajudar a divulgar l'obra de Salvador Espriu entre el gran públic, unia en un sol treball tres referents importants de la cultura catalana del moment: Joan Miró, Salvador Espriu i Raimon. I el 28 de gener de 1967 va oferir el seu primer recital tot sol al Palau de la Música Catalana. L'actuació es va enregistrar i en va sortir el disc Raimon al Palau.
Per la seva banda, Joan Manuel Serrat, el 1966, va publicar dos discos senzills, el segon i el tercer de la seva discografia, amb els quals es va consolidar com el cantant en català més popular, junt amb Raimon. En aquests dos senzills hi va enregistrar algunes de les seves peces més emblemàtiques: Ara que tinc vint anys, Cançó de matinada, Me'n vaig a peu i Paraules d'amor.
El mateix any 1966, la discogràfica Concèntric va publicar l'elapé Audiència pública amb cançons dels tretze primers membres del grup. En el text de presentació del disc, el director de la companyia, Ermengol Passola, hi explicava que en aquella època es publicaven una mitjana de vint-i-cinc cançons en català al mes. Va ser el primer i el darrer àlbum col·lectiu sota el paraigua d'Els Setze Jutges.
A Barcelona es va festejar el cinquè aniversari d'Els Setze Jutges (que encara no eren setze). L'acte va tenir lloc el 19 de desembre de 1966 a L'Ovella Negra. Per celebrar-ho el grup va créixer fins al catorzè membre: Maria del Mar Bonet, germana de l'onzè component dels Jutges, en Joan Ramon Bonet.
El 1966, Mercè Madolell enregistra els seus 2 primers EP amb adaptacions d'autors de la chanson, en farà un últim disc l'any següent amb textos poètics musicats i un tema propi.
Així, doncs, malgrat les restriccions i les dificultats administratives en la transmissió radiofònica i televisiva i en la producció discogràfica, la Nova Cançó reunia cada cop més públic. Alhora, una crítica i un públic cada cop més exigent obligava a molts intèrprets a optar per una autèntica professionalització.

### Es completa el col·lectiu d'Els Setze Jutges (1967)
El 22 de març de 1967 va tenir lloc al Centre Social Catòlic de Terrassa un recital de cinc d'Els Setze Jutges: Miquel Porter, Delfí Abella, Martí Llauradó, Maria Amèlia Pedrerol i Lluís Llach. Aquest darrer debutava com a darrer component d'Els Setze Jutges. Les cròniques ens recorden que Llach es va resistir tant com va poder a sortir a cantar. Només una empenta dels companys el va situar davant el públic. Aquell mateix any, Llach va enregistrar les seves primeres quatre cançons: La barca, El parc, En Quítero i Que feliç era mare. El debut d'en Llach va coincidir amb un altre cantant important, Ovidi Montllor.
Uns mesos abans, el gener de 1967, Guillermina Motta, Guillem d'Efak, Josep Guardiola, Elia Fleta i Tete Montoliu van ser presents, per iniciativa d'Ermengol Passola, a la primera edició del Mercat Internacional del Disc i l'Edició Musical a Canes, al costat altres artistes de renom del moment, com Salvatore Adamo. L'actuació dels catalans va convèncer, i a Guillem d'Efak i Guillermina Motta se'ls va convidar a un festival de folk song a Txecoslovàquia.
Altres cantants van triomfar a l'estranger com Núria Feliu -premi de la crítica espanyola de l'any 1966- que va debutar a l'Hotel Waldorf-Astoria de Nova York, on va cantar en català, acompanyada de Tete Montoliu, davant personalitats de la política, la cultura i els negocis de Barcelona i Nova York. El mateix any va publicar l'elapé Mai no goses, que anys després va ser seleccionat pel segell de jazz Blue Note com un dels discos europeus més importats de jazz cantat dels anys seixanta. En aquest disc, Feliu es va convertir en la primera cantant a versionar un tema de Joan Manuel Serrat, Sota un cirerer florit. També va rebre, al III Gran Premi del Disc Català, el premi Roger de Flor al millor disc amb cançons traduïdes.
Per la seva banda, en Raimon va participar en el I Encuentro Internacional de la Canción Protesta, que del 24 de juliol al 8 d'agost de 1967 va reunir a l'Havana cantautors d'arreu. De la trobada va nàixer un disc amb composicions de cantautors d'arreu del món, entre les quals hi havia Diguem no, de Raimon.
El mateix any 1967, Guillermina Motta va publicar el seu primer elapé, Guillermina Show. També va editar un disc senzill amb No queda bé com a cançó destacada, i un altre disc anomenat Ni flors ni violes, que contenia la cançó Sant Jordi gloriós, de tema tradicional però amb una lletra nova que va escriure Maria Aurèlia Capmany.
El quinzè membre d'Els Setze Jutges, en Rafael Subirachs, amb tradició musical -havia format part de l'Escolania de Montserrat- va publicar també les seves primeres quatre cançons: No ho heu vist, Dona, Les ding dang dong i Gebre al matí. També va editar el seu primer elapé Francesc Pi de la Serra on hi sobresortia, pel pes de la lletra, la cançó El burgès, sobre un poema de Pere Quart.
El 1967 també va tenir lloc un fet sense precedents: una cançó cantada en català va arribar al número 1 de les llistes d'èxit a l'Estat espanyol. Va ser Cançó de matinada, de Serrat.
El 25 de maig, aprofitant que els Setze Jutges ja són setze, es fa l'únic concert col·lectiu que aplega a tots els jutges dalt l'escenari per primera i única vegada. I el juliol, Maria del Mar Bonet, Rafael Subirachs i Lluís Llach actuen, per presentar els primers discos, a la Cova del Drac.

### El folk (la influència anglosaxona)
Un altre grup de cantants es va organitzar al voltant del Grup de Folk, que va tenir una vida curta i intensa. El 7 de maig de 1967, l'oratori de Sant Felip Neri, al carrer del Sol de la vila de Gràcia va ser escenari d'un concert de cançons de folk. Va ser la primera actuació del Grup de Folk. En només setze mesos d'activitats, del maig de 1967 al setembre de 1968, aquest col·lectiu va convertir-se en un referent en la història de la música popular dels Països Catalans. En poc temps va aconseguir que molts joves cantessin les peces del seu repertori, format per temes dels seus ídols nord-americans (Pete Seeger, Bob Dylan…), peces altres indrets del món (Duerme negrito, Wimowch, Dunlai…), espirituals negres (Kumbaià…) i cançons tradicionals catalanes: Les pometes, Ai adéu, cara bonica, Roseta d'Olivella… També van crear cançons pròpies: Les rondes del vi, de Jaume Arnella; L'emigrant andalús, de Gabriel Jaraba, Allà on s'amaga el sol, de Sisa i Taxista de Pau Riba.
Era un grup heterogeni on hi cabia fins i tot un grup de pop-rock com Els 3 Tambors. Aquest grup va ser molt popular entre els estudiants universitaris perquè feien cançons de base rítmica i hi posaven lletres de denúncia social. Van fer dues peces imprescindibles: Cançó del noi dels cabells llargs –himne generacional amb la guerra del Vietnam de fons, text i música de Jordi Batiste–, i Romanço de la filla vídua, amb un text de Pere Quart i música de Bob Dylan. També hi cabia un component d'Els Setze Jutges com Maria del Mar Bonet, adaptadors dels artistes nord-americans de folk, com Ramon Casajoana, i iconoclastes que cantaven cançons tradicionals amb un toc minimalista, com Pau i Jordi. En qualsevol cas, va ser una porta oberta a la creativitat.
Aviat aparegueren formacions clòniques del Grup de Folk. De tots qui va tenir més projecció va ser l'Equip València Folk, embrió d'Al Tall i altres formacions. Més endavant, el grup Esquirols seguiren aquesta influència.

### Serrat canta en castellà (1968)

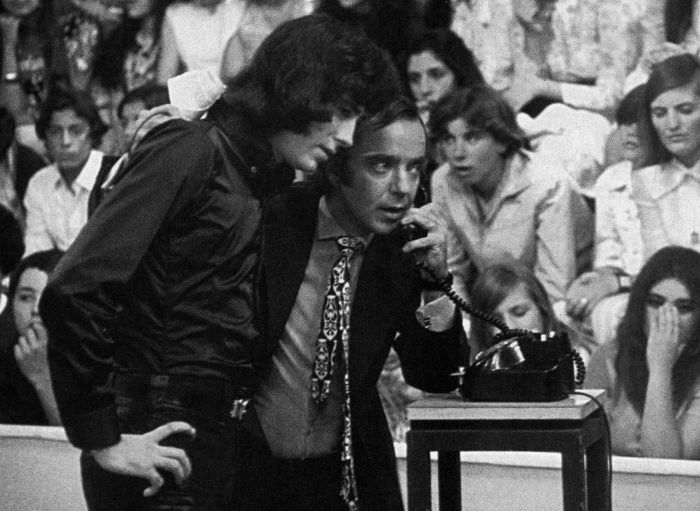
Joan Manuel Serrat i Pipo Mancera a Sábados Circulares, TV show de l'Argentina (1969). Serrat va néixer a Barcelona l'any 1943 i va començar la seva carrera el 1965, el mateix any en què va entrar a formar part dels Setze Jutges i va enregistrar el seu primer disc. El 1967 amb Cançó de matinada va aconseguir el primer gran èxit popular. Després van seguir més èxits i algunes polèmiques, com el bilingüisme o el Festival d'Eurovisió, i la conquesta immediata del mercat de parla castellana, tant a Espanya com a Sud-amèrica, moment que mostra aquesta fotografia.

El col·lectiu de cantautors Els Setze Jutges s'havia completat el 1967 amb els tres últims components: Maria del Mar Bonet, Rafael Subirachs i Lluís Llach. Amb motiu de la primera actuació conjunta d'aquests tres cantants al Palau de la Música Catalana, a Barcelona, el mànager Joan Molas els va llançar sota el nom de la Novíssima Cançó, en un intent d'afavorir una renovació en el panorama de la cançó autòctona. Semblava que els objectius del nucli pioner s'havien complert: havia sortit una nova generació de cantants ben dotats tècnicament, que garantia el relleu dels iniciadors i que podia permetre la consolidació d'artistes professionals d'expressió catalana.
L'acompliment dels objectius inicials, va anar acompanyat de la decisió de Joan Manuel Serrat de cantar en castellà al Festival d'Eurovisió representant Televisió Espanyola. "Això va provocar un gran desànim entre els impulsors dels Setze Jutges i la major part de la intel·lectualitat catalana antifranquista. La seva decisió es va interpretar com una traïció als principis naturals del col·lectiu de practicar el monolingüisme com a resistència a les adversitats imposades per la dictadura. […] La polèmica era al carrer i als diaris. El locutor Salvador Escamilla i l'actriu Núria Espert van defensar l'opció lingüística de Serrat que condemnaven milers de catalans. L'allunyament de Serrat de les posicions ideològiques dels Setze Jutges gairebé va paralitzar l'activitat del grup, que es va anar desfent lentament com a nucli, tot i que els integrants més professionalitzats van continuar la seva trajectòria."
Finalment, Serrat va renunciar a cantar en castellà i els mitjans afins a la dictadura van criticar-ne l'actitud, mentre Massiel, que va substituir-lo, va guanyar el Festival. Tot i així, aquell mateix any, Serrat va començar a cantar en castellà a l'editora Novola/Zafiro.
L'apogeu i la mort del Grup de Folk va ser un altre dels capítols importants de la Nova Cançó. El 23 de maig de 1968 el Grup de Folk va aplegar més de 6.000 persones al parc de la Ciutadella de Barcelona; però la formació es va dissoldre la tardor del mateix any. El repertori era extens i incloïa cançons tradicionals autòctones i altres països, composicions pròpies dels membres del grup i adaptacions al català de figures del folk song (Joan Baez, Pete Seeger, Bob Dylan…).
Pau Riba i Sisa van seguir el seu camí en solitari. Sisa va publicar un senzill amb dues peces (L'home dibuixat i Orgia número 1), i Pau Riba va presentar la seva cançó més popular, Noia de porcellana. Els 3 Tambors, per la seva banda, van publicar Invitació a la sardana. Raimon va triomfar en un mític recital a la Facultat de Ciències Polítiques i Econòmiques de la Universitat de Madrid. L'èxit li va inspirar la cançó 18 de maig a la “Villa”. Maria del Mar Bonet va posar música a un poema de Lluís Serrahima sobre la mort de l'estudiant Rafael Guijarro Moreno a mans de la policia, Què volen aquesta gent?, Lluís Llach va obtenir els primers èxits amb cançons emblemàtiques: El bandoler, Cal que neixin flors a cada instant i, sobretot, L'estaca. Més enllà de la dissolució dels Setze Jutges i del Grup de Folk hi havia motius d'esperança en la cançó moderna cantada en català.

### 1968: L'últim any de la Nova Cançó
Si respecte a l'origen hi ha un consens generalitzat, i està més o menys documentat, la fi del model de la Nova Cançó no està prou clar. Alguns consideren que a partir de 1969 cal referir-se a la Cançó sense adjectivar-la. Així, doncs, el 1968 seria el darrer any de la Nova Cançó. És l'any en què Els Setze Jutges deixen de funcionar com a moviment i en què Serrat abandona el monolingüisme i en el qual els nous intèrprets –Maria del Mar Bonet, Rafael Subirats i Lluís Llach; els tres darrers Jutges–, ja són presentats com la Novíssima Cançó: "molt simptomàtic que l'etiqueta ja ha caducat". Tanmateix, per raons comercials, per no deixar fora peces interessants i essencials, hom ho allarga fins al 1970.
Tot i no ser estrictament una cançó de cantautor, sinó un tema de rumba catalana, la cançó autobiogràfica El mig amic de Peret, gravada el 1968, fou qualificada per Manuel Vázquez Montalbán com a «la millor cançó de la Nova Cançó catalana». Peret la va interpretar el 1969 mentre participava com a artista convidat al programa de TVE Las galas del Sábado, presentat per Laura Valenzuela i Joaquín Prat. El fet que encetés la seva actuació justament amb aquesta cançó en català, cosa no gens habitual aleshores, fou molt comentat a l'època.

## De la Nova Cançó a la Cançó catalana

### La professionalització dels setanta

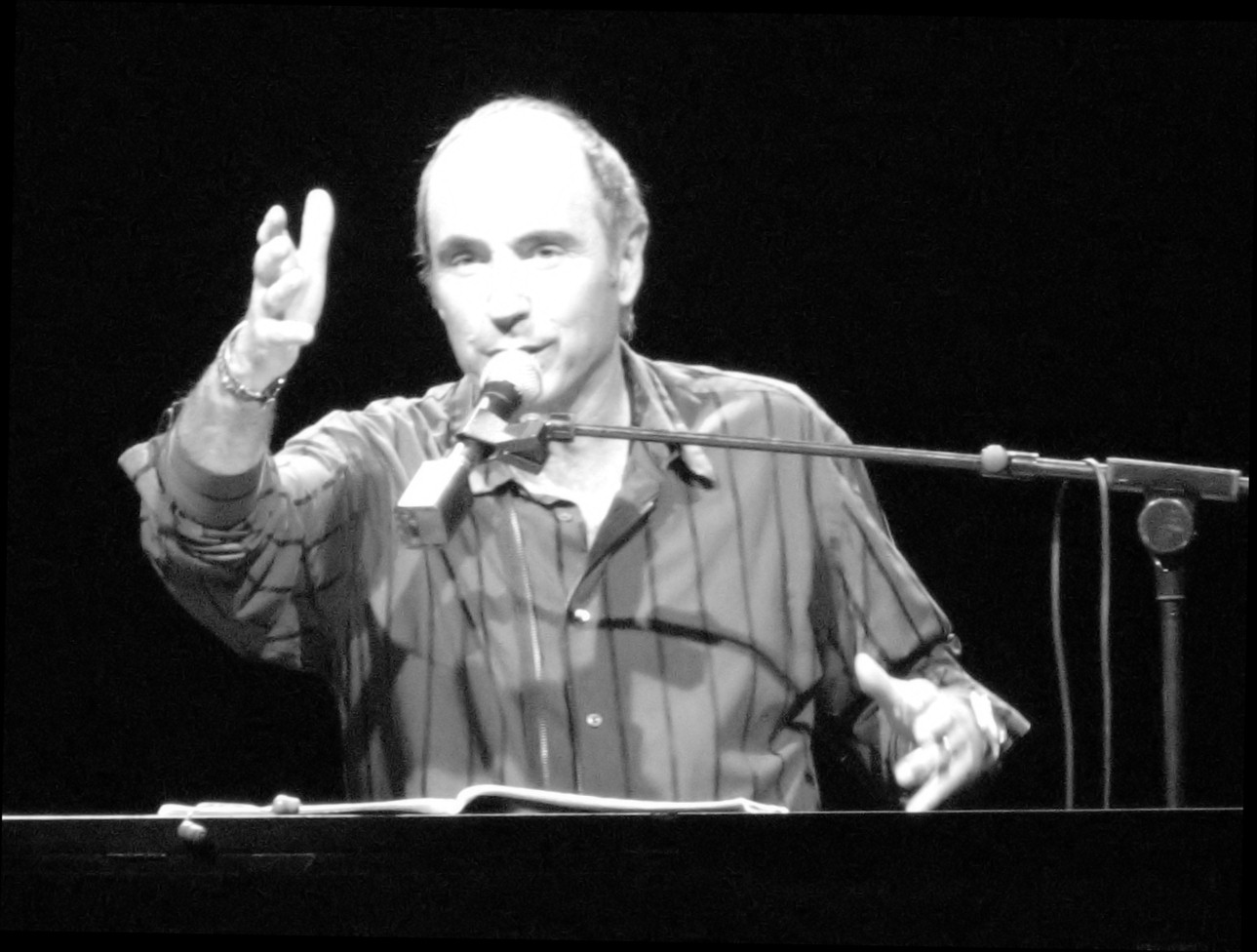
Lluís Llach durant una actuació a l'Olympia de París l'any 2006.

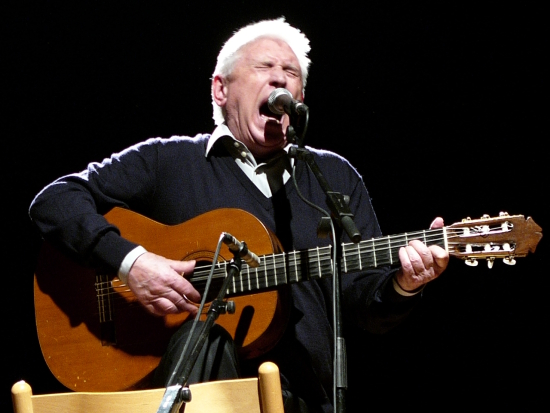
Raimon a Almussafes el 24 de febrer de 2008

La professionalització d'alguns cantautors i la diversificació d'opcions artístiques i posicions personals —incloent el bilingüisme— són factors que van provocar la progressiva desaparició del terme Nova Cançó, que a poc a poc va ser substituït per l'expressió Cançó catalana.
Els anys setanta es va consolidar la cançó catalana amb el gran festival de les Sis Hores de Cançó de Canet de Mar, al Maresme i que, en la seva sisena edició (1976), va aconseguir aplegar 60.000 persones.
Pel que fa als artistes, Raimon, Pi de la Serra, Llach, Ovidi Montllor, Maria del Mar Bonet, Serrat, Guillermina Motta, Pere Tàpies i Núria Feliu enregistraven discs i actuaven sovint. A més van aparèixer nous grups com La Trinca, que va vehicular un tipus d'humor molt popular. També van aparèixer nous cantants i grups al Principat: Ramon Muntaner, Joan Isaac, Esquirols, Marina Rossell, etc. A la resta dels Països Catalans, els anys setanta van marcar l'inici d'una cançó autòctona amb molts grups i solistes mallorquins, valencians, etc., no residents al Principat. Al País Valencià, el grup Al Tall, els Pavesos, Lluís el Sifoner, Paco Muñoz, Carles Barranco, Rafa Xambó (qui va guanyar el primer Premi de Noves Veus de Sabadell, 1974) i altres, són un signe de vitalitat creixent. A les illes Balears hi ha el grup Uc (de l'illa d'Eivissa), Toni Morlà (Mallorca), Isaac Melis (Menorca), etc. A la Catalunya del Nord, malgrat la inexistència quasi total d'infraestructura, hi ha un bon nombre d'artistes autòctons que es donen a conèixer (Toni Montané, Gisela Bellsolà, Pere Figueres, etc.) al costat de Teresa Rebull, sabadellenca però arrelada al Rosselló. També a l'Alguer apareixen nous cantants (Pinó Piras).
Paral·lelament als cantants i autors d'arrels tradicionals i d'influència de la cançó moderna francesa van sorgir una sèrie d'artistes, molts d'ells provinents del Grup de Folk, influïts per la música anglosaxona i per l'univers underground. Són en Pau Riba, Jaume Sisa, Ia & Batiste i Oriol Tramvia, que alhora es van relacionar amb l'anomenada Nova música laietana (Jordi Sabatés, Toti Soler, etc.) i que van introduir el surrealisme i una certa iconoclàstia lúdica en els seus texts i interpretacions. En el Grup de Folk hom pot trobar també les arrels d'un corrent de la cançó catalana preocupat per la recerca folklòrica (Jaume Arnella) i altres que van desembocar en el terreny de la cançó per a infants (Xesco Boix).
Així mateix, l'any 1974 va veure l'aparició de la Companyia Elèctrica Dharma, formació de jazz-rock que incloïa sons tradicionals catalans, amb un repertori bàsicament instrumental amb l'ús esporàdic de textos, que en acabat va ser un dels pocs grups qualificables de "rock català" que van mantenir un èxit popular durant gairebé 20 anys de poca presència catalana dins d'aquest gènere.
A principis dels vuitanta el panorama de la cançó en català ja estava consolidat. Joan Ramon Mainat va escriure un llibre de títol significatiu: Tretze que canten, on Josep M. Espinàs, va escriure en el pròleg:
| « | Al cap de vint anys del primer xiulet, de la primera esbufegada d'esforç, si examinem l'itinerari que ha seguit aquest tren de la cançó el balanç ha de ser satisfactori. S'ha connectat tota una xarxa de sentiments i d'idees que d'altra manera hauria estat difícil i més lent de lligar. I des del punt de vista artístic, s'ha aconseguit fites d'una qualitat impensable en els moments inicials. | » |

Joan Ramon Mainat, en el cos del llibre, destacava tretze autors o grups: Núria Feliu, Ovidi Montllor, Lluís Llach, Guillermina Motta, Francesc Pi de la Serra, Maria del Mar Bonet, Marina Rossell, Joan Manuel Serrat, Raimon, Pau Riba, Sisa, Pere Tàpias i La Trinca. Sense ser cap estudi sociopolític, ni literari, ni musical va emmarcar el panorama dels artistes més populars de la cançó cantada en català amb autors d'Els Setze Jutges (les arrels franceses), del Grup de Folk (les arrels anglosaxones) i altre sorgits als marges d'aquestes opcions, amb música de gresca i humor, allunyada dels temes dramàtics (La Trinca, nascuda el 1969, va ser-ne un referent)

### La crisi musical dels vuitanta

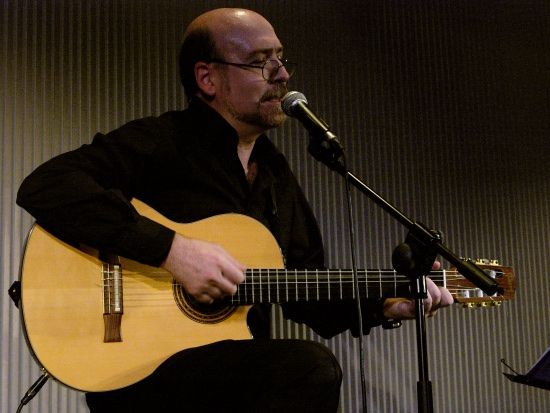
Miquel Pujadó, cançó d'autor sorgida als vuitanta.

L'any 1989, trenta anys després de l'article Ens calen cançons d'ara de Lluís Serrahima, una trentena de cantants de l'Associació de Cantants i Intèrprets Professionals en Llengua Catalana, entre els quals hi havia Maria del Mar Bonet, Raimon, Lluís Llach i Marina Rossell, van protagonitzar una tancada a la seu del departament de Cultura de la Generalitat de Catalunya per exigir comprensió pel seu treball. És un moment en què no es fa música comercial ni de ball en català, el pop-rock és escàs i l'acceptació per part del públic de grups d'aquest gènere com Duble Buble, Detectors, N'Gai N'Gai, Grec o La Madam és bastant minsa. Faltava públic i en alguns casos qualitat; qualitat difícil d'assolir sense la maduració que comporta actuar en directe. Pervivia el cantautor, un cantautor evolucionat que ha deixat el tamboret i la guitarra per cercar una mica més de profunditat musical amb què embolcallar les seves cançons. També hi va haver debuts interessants: Orquestina Galana, Joan Bibiloni i Miquel Pujadó, entre d'altres. L'Orquestina Galana, impulsada per Jaume Arnella, va confeccionar un repertori ballable basat en les músiques autòctones. Per la seva banda Joan Bibiloni va gravar la primera referència d'una nova companyia discogràfica mallorquina: Produccions Blau. Finalment, Miquel Pujadó va debutar amb un disc titulat El temps dels fanals en flor, un treball amb una forta influència de la cançó francesa que presentava un cantat que es caracteritzaria pel seu interès per unes lletres molt elaborades. En Pujadó va ser un dels pocs representants de la generació dels 80 que va aconseguir bastir una carrera densa i amb títols interessants.
Finalment van ser pocs els cantautors dels setze jutges que, al final de la dècada dels vuitanta, continuaven en actiu: Joan Manuel Serrat, Lluís Llach, Maria del Mar Bonet, Guillermina Motta i Francesc Pi de la Serra, tot i que aquests dos darrers amb una carrera molt irregular, amb freqüents aturades i retorns. La resta de jutges van anar abandonant progressivament la cançó per voluntat pròpia o del públic. Si es prenen els noms que mai no van incorporar-se a l'històric grup, es veu que de l'any 1965 únicament continuaven cantant Raimon i, sense haver tingut mai la mateixa continuïtat i incidència, Maria Cinta, i, en un altre ordre de coses, Núria Feliu i Toti Soler.
La cançó va deambular perduda en una crisi d'identitat i sequera de propostes, a més les discogràfiques espanyoles van patir una davallada després de la defunció de la movida madrileña. Tot plegat va deixar el pop-rock a les mans dels ritmes anglosaxons. Tanmateix, tot va canviar molt ràpid: Els Sopa de Cabra van debutar discogràficament a mitjans de 1989 amb un àlbum homònim. Dos anys després, el maig de 1991, van posar a la venda el títol de Ben endins, que va arribar a la xifra de 90.000 còpies, i aquell mateix any van rebre el Premi Nacional de Música atorgat per la Generalitat de Catalunya per la seva contribució a la popularització del rock català.

### L'emergència del rock català
L'any 1991 va ser l'any del boom del rock català, etiqueta que no diferenciava estils, actituds i personalitats, però que conqueriria Barcelona amb el concert del Palau Sant Jordi: el 14 de juny davant més de 22.000 persones i amb TV3 retransmetent en directe, Sopa de Cabra, Sau, Sangtraït i Els Pets van posar en òrbita un fenomen que va batre rècords i va despertar gran interès del públic. A partir d'aleshores, les vendes de discos es van multiplicar, van créixer el nombre de concerts i els protagonistes es van convertir en els referents d'una generació de joves. La música en català tornava a tenir bona salut.

La trajectòria fulgurant del pop-rock d'expressió catalana es va donar per la confluència d'un cúmul de factors: la majoria de bandes van sorgir fora de l'àrea d'influència de Barcelona; la utilització del català als textos escolars va aconseguir que els joves educats en democràcia se sentissin identificats amb el missatge fins al punt d'apropiar-se'l, i finalment, per una qüestió més festiva que musical: "era més divertit i més satisfactori seguir de prop les aventures dels col·legues que gravaven maquetes per després vendre-les als bars on es reunia la colla i que, cada dos per tres, pujaven a un escenari fet amb quatre taules i un parell de cavallets al crit de «bona nit, mal parits» o «sou collonuts». La festa estava assegurada".
Fora dels que van actuar al Palau Sant Jordi també hi havia vida: formacions incipients com ara els Lax'n'Busto, els Umpah-pah i els Ja t’ho diré… empenyien amb força. Començava una nova època per la cançó cantada en català.

## Reconeixements
El 13 d'abril de 2007, el Parlament de Catalunya va concedir la seva Medalla d'Honor en categoria d'or a Els Setze Jutges, i en va quedar el compromís de donar a conèixer la feina dels músics catalans -des d'abans i els d'ara-. Des de la fi de setembre i fins al principi de novembre de 2008, l'Octubre Centre de Cultura Contemporània de València va programar l'exposició de Jesús Prats Cançoníssima, amb motiu dels 50 anys del disc en català de les Germanes Serrano. El Museu d'Història de Catalunya ofereix una exposició titulada "La nova cançó. La veu d'un poble", que es va inaugurar el 3 de juny i es tancarà el 31 d'octubre de 2010. El 2009, l'any del cinquantenari d'Al vent i de l'article Ens calen cançons d'ara va començar una exposició de fotografies sobre Lluís Llach i un seguit d'actes a la Plaça Reial de Barcelona, al mateix pis on l'artista va viure durant uns anys.

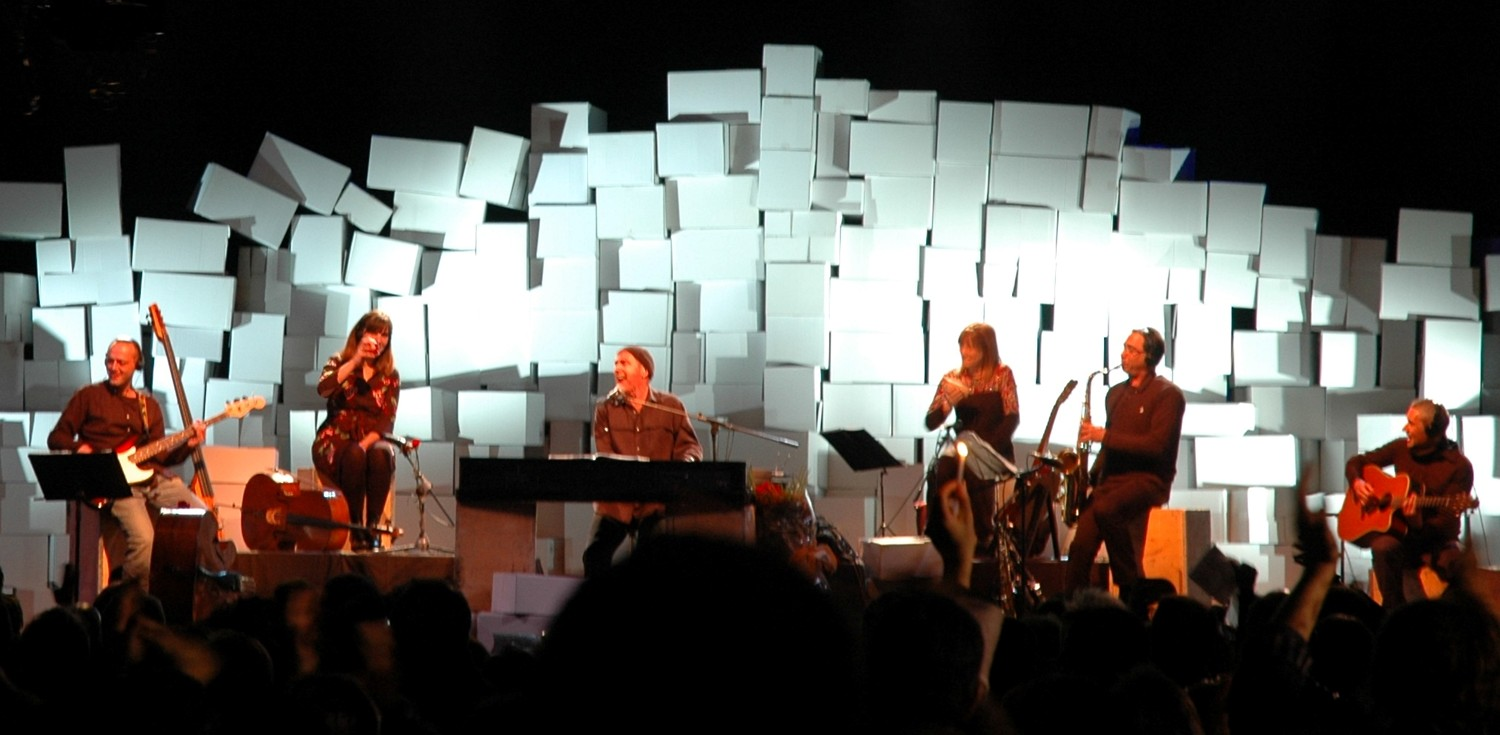
Comiat artístic de Lluís Llach, Verges 2007.
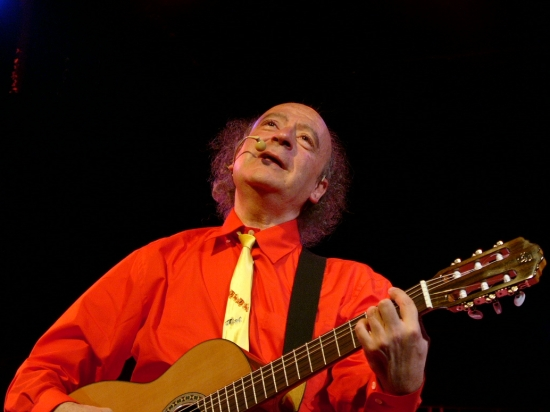
Jaume Sisa, el cantant galàctic. Autor d'una de les cançons més importants de la dècada dels setanta: Qualsevol nit pot sortir el sol.
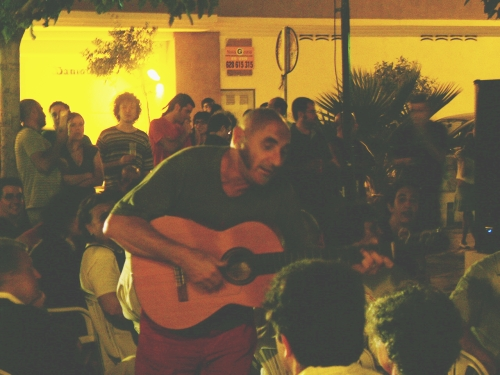
Pau Riba i el Grup de Folk van introduir les influències americanes i africanes a la cançó catalana.
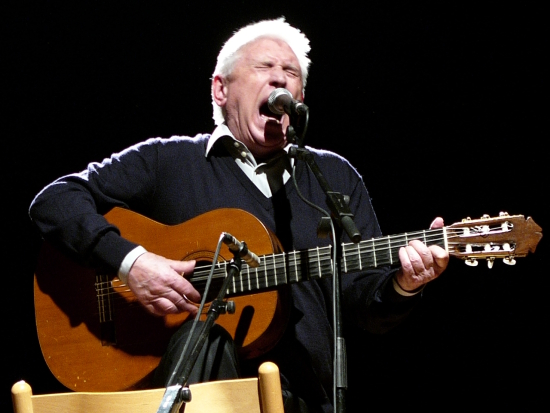
La veu i la guitarra de Raimon van esdevenir el símbol de la Nova Cançó i de la unitat lingüística i cultural dels Països Catalans. Al vent i Diguem no van ser els primers himnes cantats per tota una generació.
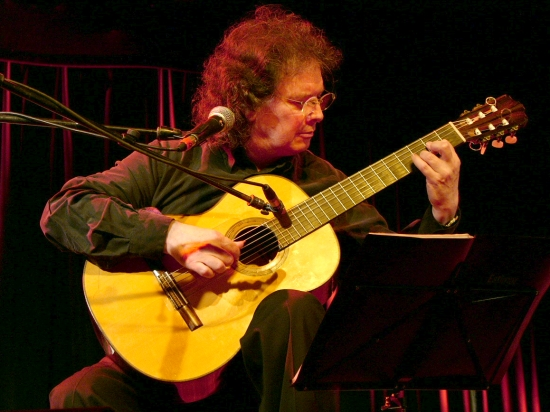
Toti Soler guitarrista, compositor i cantant.
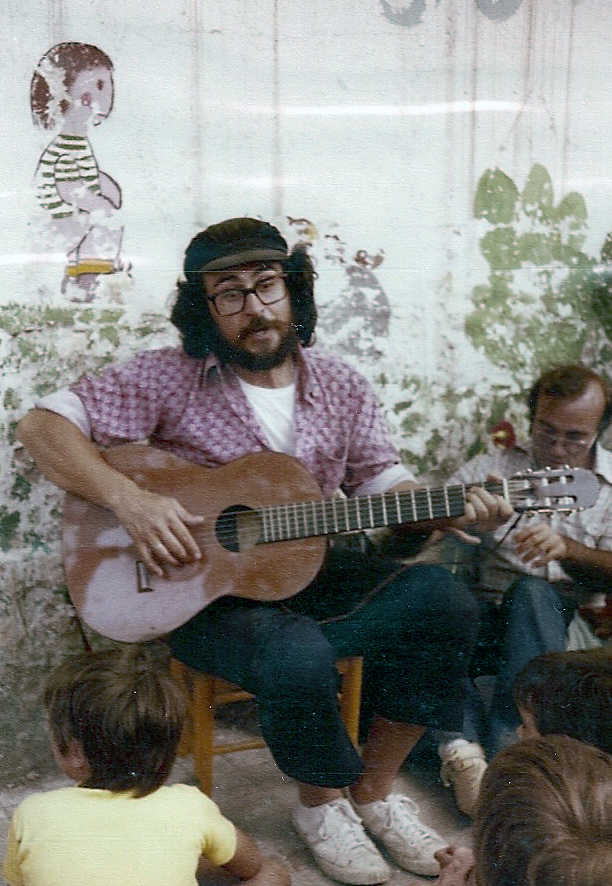
Xesco Boix cantant en una escola a principis dels vuitanta.

La Trinca

## Discografia
- Audiència pública. Concèntric. 1966. Va ser l'únic elapé col·lectiu d'Els Setze Jutges.
- Dies i hores de la Nova Cançó, doble elapé (1978).
- La Nova Canço. Antologia, (1993)
- Els dos dobles Eigsa 1961-1983. Nova Cançó. Inicis i evolució (1995 i 1996).
- Homenatge 16 jutges (1966).
- Homenatge de Joan Manuel Serrat a la Nova Cançó Banda sonora d'un temps, d'un país (1996)
- Homenatge de Marc Parrot a la Nova Cançó 50 anys de Nova Cançó (2009).